# Жером Саломон
Жером Саломон (фр. Jérôme Salomon, 4 квітня 1969, Париж) — французький лікар-інфекціоніст і високопоставлений цивільний службовець. З 8 січня 2018 року він є генеральним директором служби охорони здоров'я Франції. Він став відомим у Франції після початку епідемії COVID-19.

## Медична кар'єра
Жером Саломон працював над вивченням нових інфекційних захворювань, епідемій та антибіотикорезистентності в Inserm, Інституті Пастера та Університеті Версаль-Сен-Кантен-ан-Івлін. Він був клінічним директором університетської лікарні імені Раймона Пуанкаре з 1999 по 2002 рік, потім лікарем у ній з 2004 по 2009 рік.

## Кар'єра на державній службі
На початку 2000-х років Жером Саломон був радником Бернара Кушнера. У 2010 році він став експертом з питань охорони здоров'я в команді Марісоль Турен (на той час — міністра соціальних справ і охорони здоров'я), а потім — радником з 2013 по 2015 роки.
У 2016 році він підтримав розпочату кампанію Макрона на президентських виборах у Франції 2017 року, та брав участь у розробці частини кандидатської програми, яка стосується охорони здоров'я. У січні 2018 року Аньєз Бузін обрала його на посаду генерального директора служби охорони здоров'я.

### Епідемія коронавірусної хвороби
Жером Саломон став відомим у Франції з часів епідемії COVID-19, коли він щодня робив заяви про щоденний аналіз тенденцій і ситуації всередині країни, статус тих, у кого діагностовано хворобу. У березні 2020 року було сказано, що його становище було дуже важким, оскільки він попередив Емманюеля Макрона ще в 2016 році, що Франція не готова до наслідків можливої пандемії, але тепер йому потрібно виправдати поточні дії французького уряду.